# För en liten snuvas skull
För en liten snuvas skull är en svensk TV-serie i tre delar från 1981 i regi av Staffan Lamm. I rollerna ses bland andra Anna Jonsson, Per Oscarsson och Helena Brodin.
Handlingen utspelar sig under 1930-talet och kretsar kring 11-åriga Sara. 50-tals lantarbetare hotas med vräkning till följd av en konflikt.

## Roller i urval
- Anna Jonsson – Sara
- Per Oscarsson – Saras morfar
- Helena Brodin – Saras mormor
- Ernst Günther – godsägare
- Björn Granath – lantbrukare
- Pia Garde – lantarbetarhustru
- Stina Gerdes – Irma
- Bengt Eklund – förvaltare
- Maria Selbing – Astrid

## Om serien
Seriens avsnitt hette i tur och ordning Brevet, Huggkubben och Skottet. Serien repriserades 1986–1987. Den har även publicerats i SVT:s Öppet arkiv.